# Judith Anlauf
Judith Anlauf (* 2. August 1990 in Stuttgart) ist eine deutsche Ruderin.
Die Ruderin vom Ruder-Club Süderelbe von 1892 in Hamburg gewann bei den U23-Weltmeisterschaften 2012 zusammen mit Fabienne Knoke, Carolin Franzke und Franziska Kreutzer den Titel im Leichtgewichts-Doppelvierer. Im gleichen Jahr gewann sie mit Svenja Völkner die Deutsche Meisterschaft im Leichtgewichts-Doppelzweier und in einer Bremisch-Hamburgischen Renngemeinschaft die Deutsche Meisterschaft im Leichtgewichts-Doppelvierer. 2014 trat Judith Anlauf mit Katrin Thoma, Wiebke Hein und Leonie Pieper im Leichtgewichts-Doppelvierer an, bei den Weltmeisterschaften gewann diese Crew die Bronzemedaille. Bei den Europameisterschaften 2015 startete Judith Anlauf im Leichtgewichts-Einer, hinter der Britin Imogen Walsh und der Schwedin Emma Fredh erkämpfte sie die Bronzemedaille. Bei den Weltmeisterschaften erreichte sie das Finale und wurde Sechste im leichten Einer. 2016 kehrte sie in den leichten Doppelvierer zurück und gewann mit Katrin Thoma, Leonie Pieper und Lena Reuss die Silbermedaille hinter der britischen Auswahl bei den Weltmeisterschaften.